# Robert FitzRoger
 Robert FitzRoger  (* um 1170; † 1212) war ein englischer Adliger.
Robert war der Sohn von Roger FitzRichard und von dessen Frau Alice de Vere, einer Tochter von Aubrey de Vere. Beim Tod seines Vaters 1178 war er noch minderjährig, er wurde 1191 volljährig und konnte das Erbe seines Vaters, das Warkworth Castle in Northumberland und Clavering Castle in Essex umfasste, antreten. Er heiratete Margaret, eine Tochter von William de Chesney, Lord of Horsford in Norfolk, die als Mitgift mehrere Güter in East Anglia mit in die Ehe brachte. Unter König Richard Löwenherz lebte Robert deshalb zunächst auf diesen Gütern in Norfolk. Unter König Johann Ohneland verlagerte er seine Interessen nach Northumberland, wo er das von den Schotten zerstörte  Warkworth Castle wieder aufbaute und mit einer steinernen Ringmauer versah. 1203 diente er als Sheriff von Northumberland. 1204 übergab ihm König Johann Corbridge und 1205 Newburn und Rothbury.
Er stiftete 1198 die Prämonstratenserabtei Langley Abbey in Norfolk. Sein Erbe wurde sein Sohn John FitzRobert.